# Purpurroter Cousinot
Purpurroter Cousinot ist eine alte Apfelsorte, deren genauer Ursprung nicht mehr bekannt ist. Die heute unter diesem Namen kultivierte und selten noch verkaufte Sorte ist nicht identisch mit einer verschollenen historischen Sorte, die von August Friedrich Adrian Diel 1813 als Englische Büschelrenette und 1828 nochmal als Purpurroter Wintercousinot beschrieben worden ist. Bei dem auch hier im Bild rechts abgebildeten Apfel handelt es sich um eine, vom Reisermuttergarten Magdeburg ausgehend, seit den 1920er Jahren verbreitete andere Sorte.
Die Sorte wurde früher als Tafel- und Wirtschaftsapfel genutzt und wird heute als Liebhabersorte – auch als Streuobst – angebaut.
Der Purpurrote Cousinot gehört zu den Weihnachtsäpfeln. Aufgrund seiner intensiv roten Farbe, die durch Polieren der Schale hervorgehoben werden kann, wurde und wird er als Weihnachtsbaumschmuck verwendet.

## Baum
Der Purpurrote Cousinot bildet (als Hoch- oder Halbstamm) Bäume mit einer breiten, kugelförmigen und dicht verzweigten Krone.
Die Sorte ist eher anspruchslos und gedeiht auch in kalten Gegenden und setzt aufgrund der lang andauernden und unempfindlichen Blüte meist gut Früchte an.

## Frucht
Der Apfel wird mittelgroß, meist kleiner als 8 cm im Durchmesser, und hat eine runde, meist regelmäßige, hochgebaute Form. Die glatte Schale hat eine gelblichgrüne bis gelbe Grundfarbe mit einer meist intensiv roten Deckfarbe und weist eine leichte Punktierung (Lentizellen) auf.
Der Apfel hat ein weißes bis hellgelbliches z. T. von einer rot gefärbten Äderung durchzogenes Fruchtfleisch, das einen erfrischenden, aromatischen Geschmack hat.
Der Apfel ist im Oktober pflückreif, die Genussreife erreicht er spätestens im Dezember. Damit gehört er zu den Winteräpfeln und kann, bei entsprechender Lagerung, bis zum Ende des Frühjahrs bzw. Beginn des Sommers genossen werden.

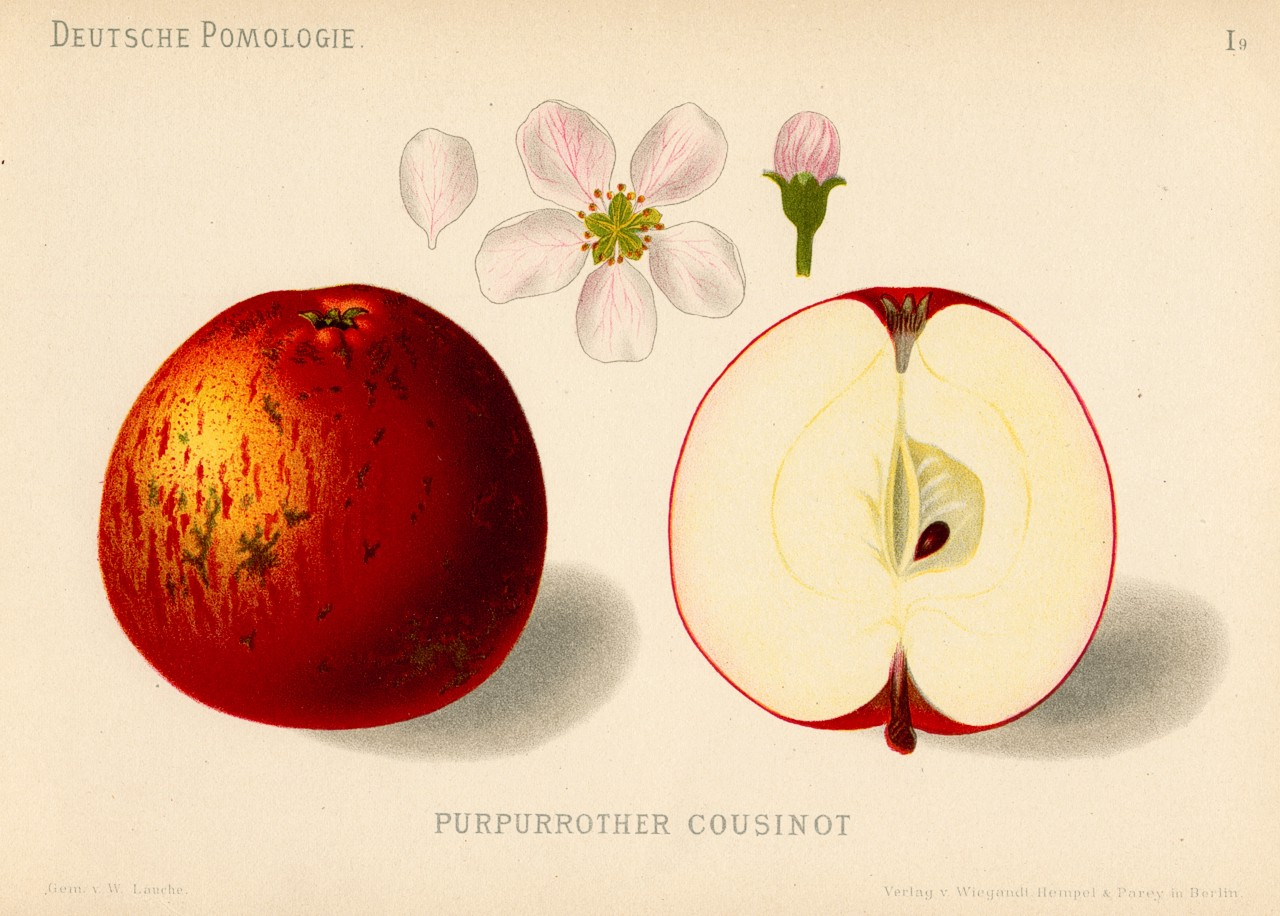
Deutsche Pomologie
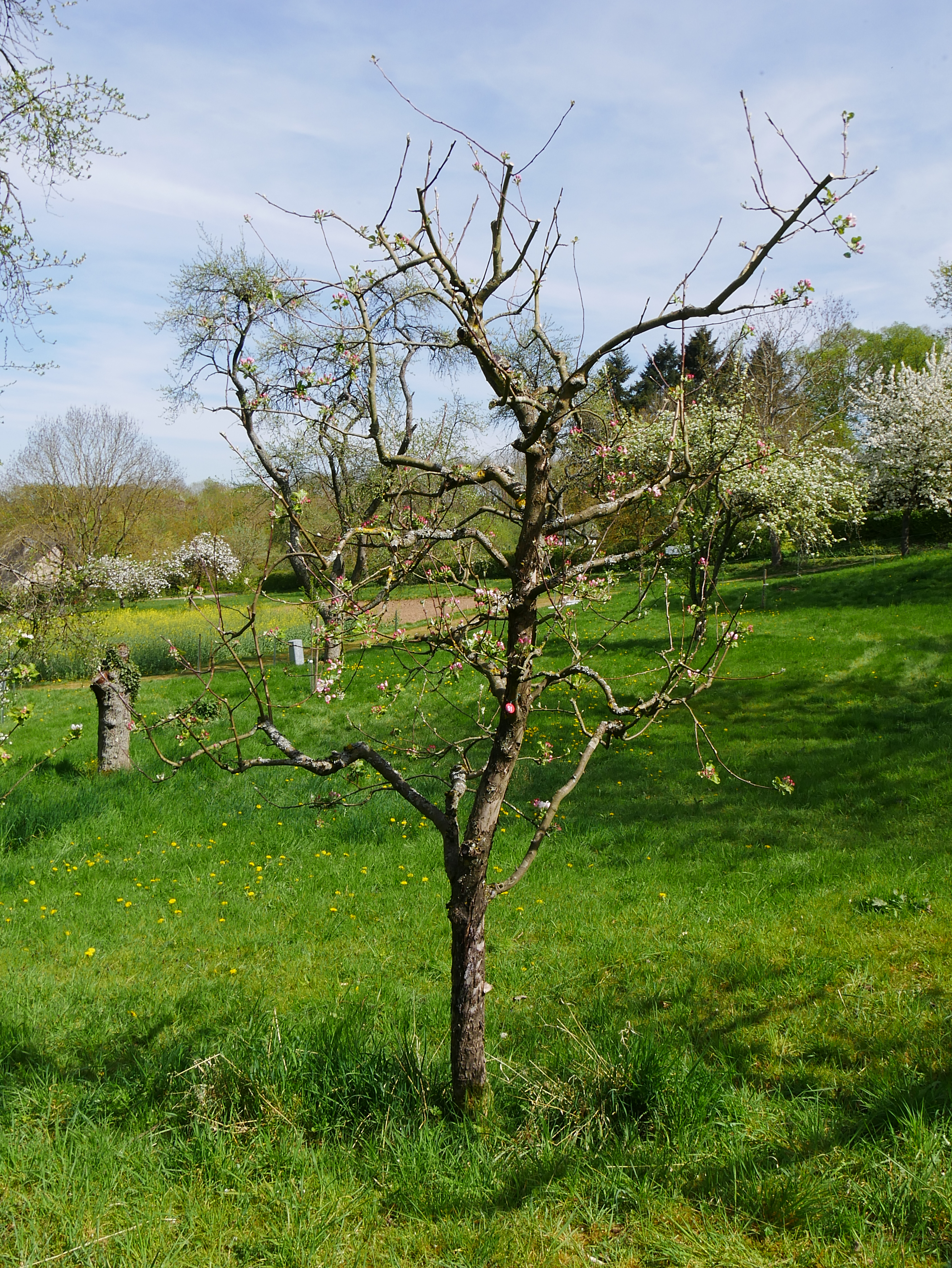
Ganzer Baum im Sortengarten
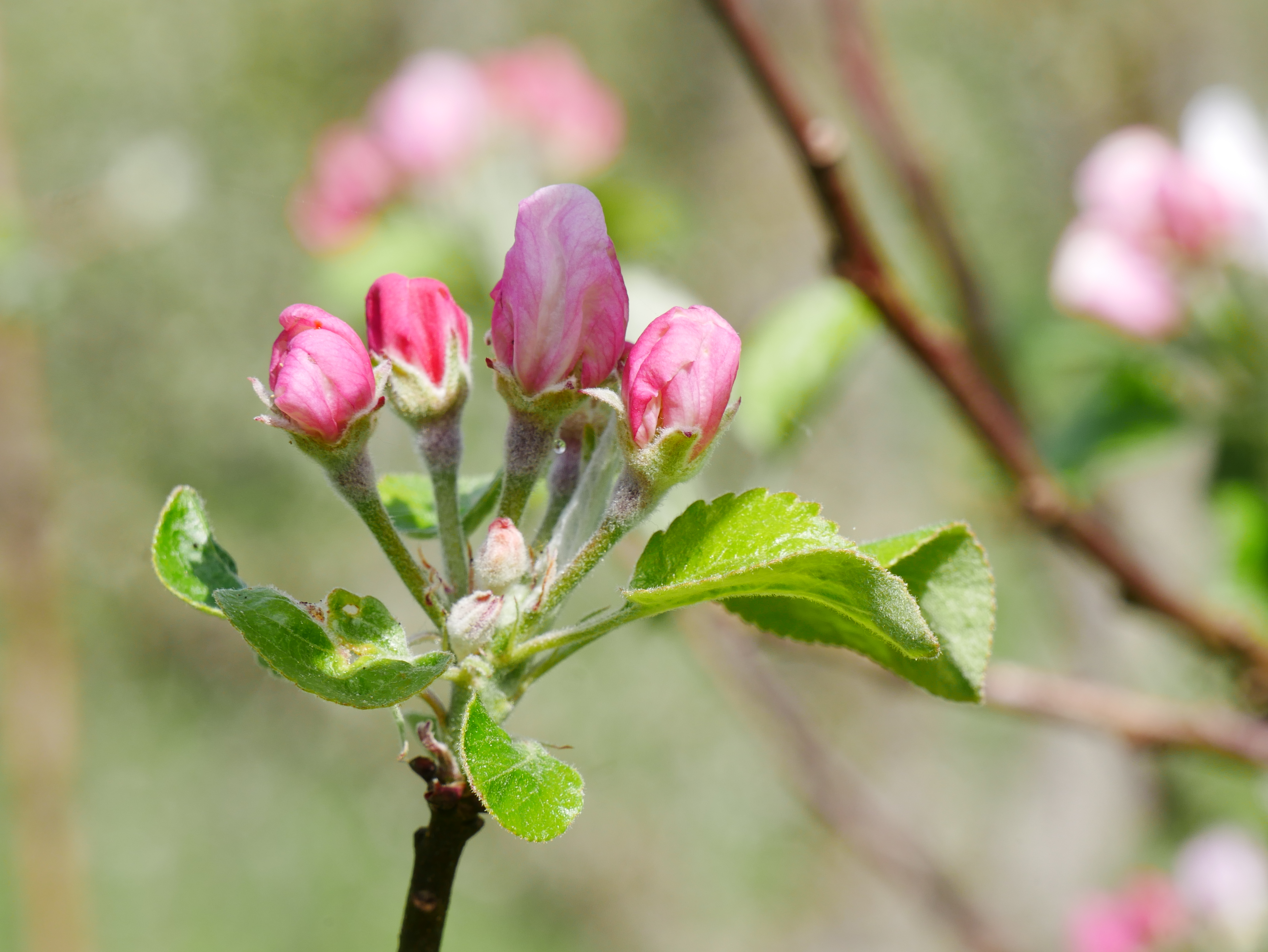
Knospen
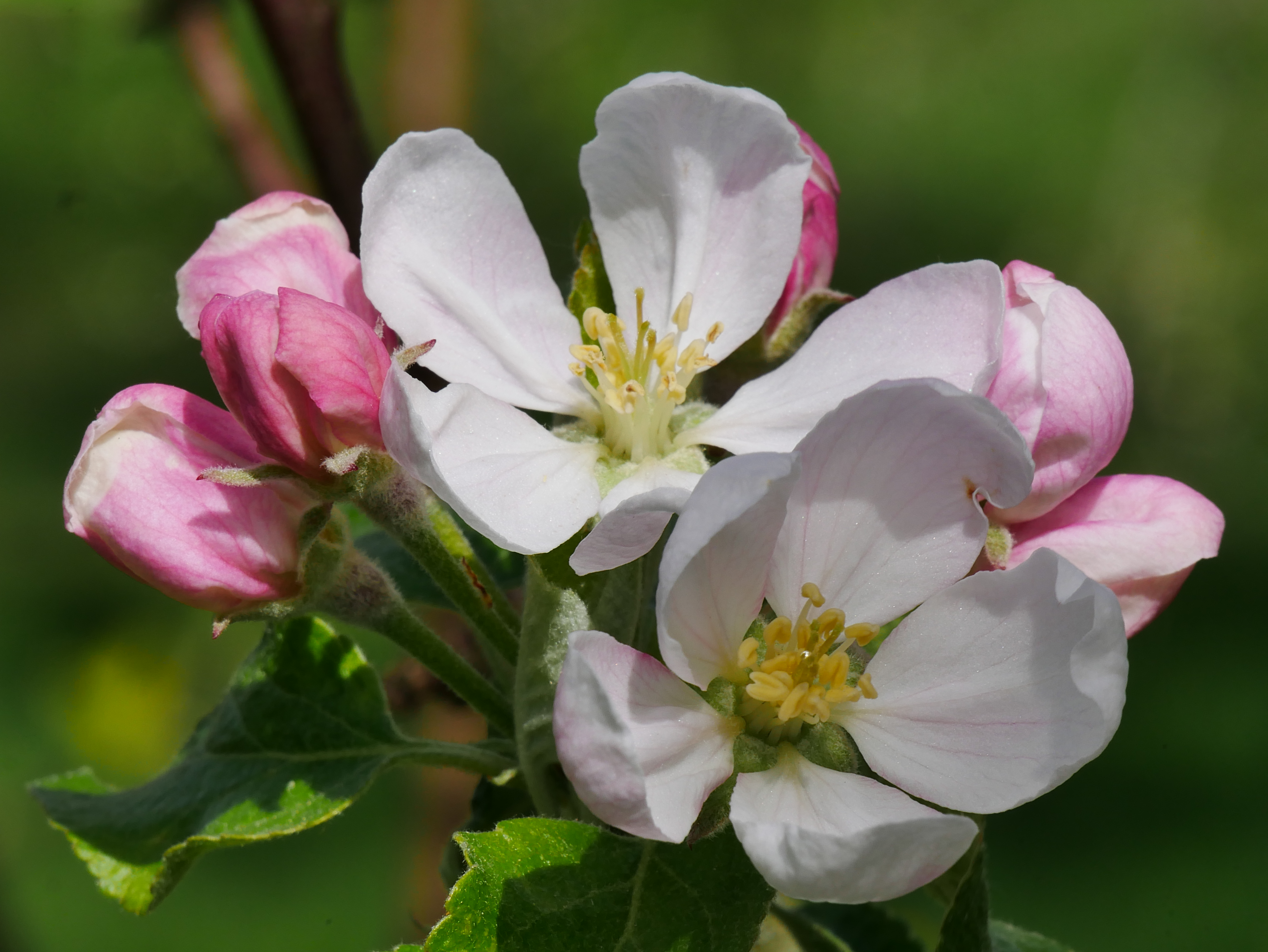
Blüten
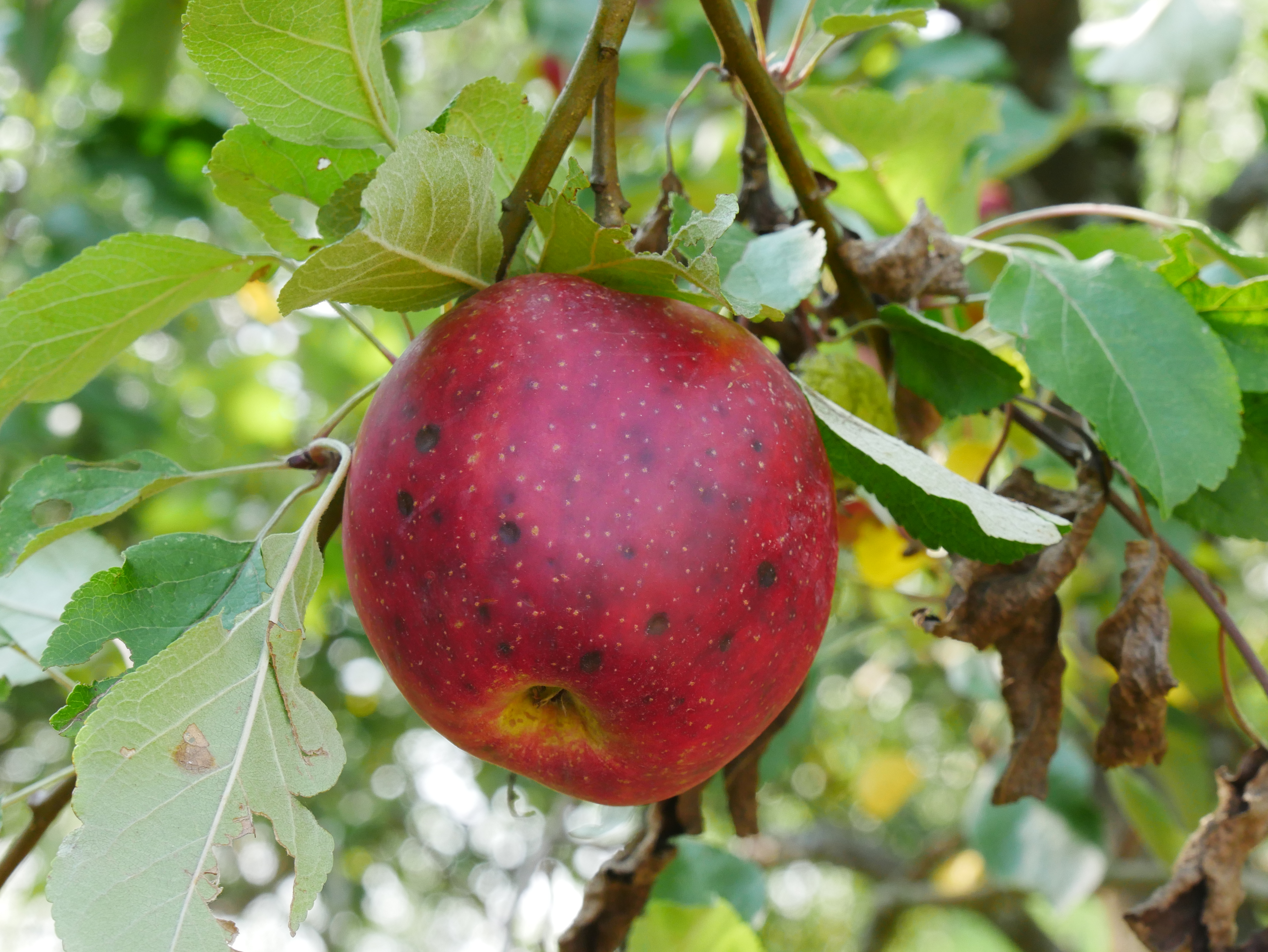
Frucht am Baum
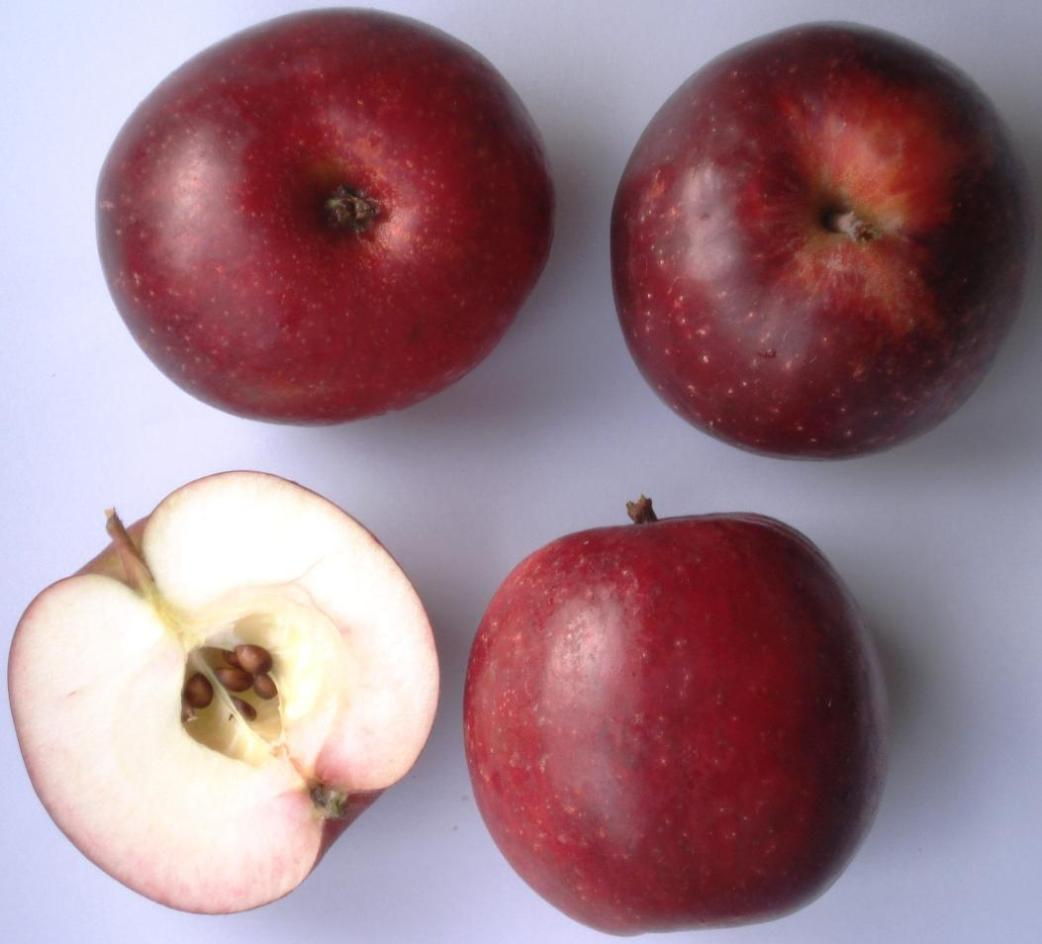
Früchte